# Zettai karen children
Zettai karen children (絶対可憐チルドレン?, Zettai karen chirudoren, lett. "Bambine assolutamente adorabili") è una serie manga shōnen giapponese creata da Takashi Shiina. In Giappone ne è uscito il capitolo pilota nel volume 7/25 della rivista Shōnen Sunday Super di Shogakukan pubblicato il 25 giugno 2003 per poi essere serializzato con cadenza settimanale a partire dal volume 7/27 della rivista Weekly Shōnen Sunday pubblicato il 13 luglio 2005. L'inizio dell'arco narrativo finale della serie è fissato per l'estate del 2014. Nel 2008 il manga è stato trasportato in un anime televisivo di 51 episodi, un OAV nel 2010 dal titolo Zettai karen children OVA - Aitazousei! Ubawareta mirai? e una seconda serie di 12 episodi nel 2013 dal titolo Courtesy of Zettai karen children: The Unlimited - Hyōbu Kyōsuke.

## Trama
Nel futuro, gli ESPer (nome derivato da ESP, extra-sensory perception, percezione extrasensoriale), ossia le persone dotate di poteri sovrannaturali, sono aumentate enormemente al punto da essere presenti in tutti i settori della società, come l'esercito, l'economia, la politica e la pubblica amministrazione. Sono però aumentati anche i crimini commessi da ESPer così come gli atti discriminatori da loro effettuati o subiti. Allo scopo di porre rimedio a queste e ad altre situazioni di carattere generico, a cui le normali forze di pubblica sicurezza non sono in grado di porre rimedio, è stata istituita un'organizzazione denominata B.A.B.E.L. (Base of Backing ESP Laboratory, Base dei Laboratori per il Sostegno dei Poteri Sovrannaturali), che vede tra i suoi membri attivi tre degli ESPer più potenti dell'intero Giappone, il team The Children. Il problema però è che sono tutte e tre ragazze dell'età di dieci anni che si comportano in modo spesso discutibile al punto che neppure il team di preveggenti di alto livello di B.A.B.E.L. è in grado di stabilire con chiarezza in futuro The Children diventaranno degli "angeli" o dei "demoni", ossia se faranno parte o meno dei criminali che B.A.B.E.L. si è posta l'obiettivo di contrastare.
Allo scopo quindi di crescere adeguatamente ed educare The Children in modo da renderle degli "angeli", B.A.B.E.L. pone il team sotto la supervisione straordinaria, vale a dire 24 ore su 24 e 7 giorni su 7, del giovane Koichi Minamoto.

## Terminologia

### ESP
Nell'universo della serie manga e anime Zettai karen children, gli ESPer sono individui (siano essi persone o animali) dotati di facoltà extrasensoriali in grado di violare le leggi della fisica.

#### Livelli
Gli ESPer sono catalogati per livelli. Ogni livello non è caratterizzato da una grandezza espressa in un'unità di misura bensì, analogamente alla scala Mercalli, dagli effetti provocati su cose o persone quando l'ESPer si trova in stato di massima concentrazione.
1. il loro potere può essere percepito da normali individui, purché immobili e coscienti della situazione, e da altri ESPer nelle vicinanze
2. il loro potere può essere percepito da molti soggetti; possono far tremare porte e finestre
3. possono far tremare interi edifici e disturbare i campi magnetici provocando malfunzionamenti negli apparecchi elettrici.
4. possono rompere vasi pieni; il loro potere è avvertito da tutti i soggetti nei paraggi, anche da quelli dedicati a fare altro.
5. possono provocare crepe nei muri e abbattere prefabbricati
6. possono abbattere interi edifici e provocare spaccature nel sottosuolo
7. possono distruggere ogni cosa nei paraggi e spazzare via oggetti anche di grande mole

Sebbene per definizione le differenze tra ESPer di livello 6 e 7 appaiano molto labili, è dimostrato che in base al potere di cui si dispone l'appartenenza al livello 7 può essere estremamente determinante. L'esempio più evidente è fornito dai preveggenti, di cui B.A.B.E.L. fa largo uso: più è alto il livello di un preveggente, più questi sarà in grado di prevedere fatti che si verificheranno in luoghi e tempi più lontani, ed oltretutto con maggiore probabilità che questi si verifichino. Ebbene, è statisticamente dimostrato che è impossibile prevenire il verificarsi di eventi previsti da un preveggente di livello 7.

#### Tipologie
A prescindere dal livello, gli ESPer sono anche catalogati rispetto al numero di poteri di cui sono dotati e al modo in cui li utilizzano.
- Singoli: dotati di un solo potere inscindibile.
- Sintetici: dotati di un solo potere che è il risultato della sintesi di più poteri, siano essi singoli o sintetici a loro volta.
- Multipli: dotati di più poteri, siano essi singoli o sintetici, ed in grado di utilizzarli separatamente.

### Normali
Sono definiti Normali (普通の人々?, futsū no hitobito) gli individui privi di facoltà extrasensoriali.

## Manga
Il manga di Zettai karen children è pubblicato in Giappone dal 2005 da Shogakukan e serializzato sulla rivista settimanale Weekly Shōnen Sunday. È edito anche in vari paesi asiatici come la Cina e l'Indonesia. Al di fuori del continente asiatico è pubblicato in Francia a cura dell'editore Kana da marzo 2012.
Pur essendo un'unica serie è comunemente suddivisa in tre archi narrativi, ognuno corrispondente al grado della scuola frequentata dalle children: il primo rappresentato dalla scuola elementare (volumi da 1 a 15), il secondo dalla scuola media (volumi dal 16 al 39) e il terzo dalla scuola superiore (dal 40 in poi). Queste tre fasi sono separate tra loro da un leggero salto temporale.

### Stile narrativo
Il manga è strutturato in archi narrativi formati da almeno due capitoli. I capitoli di un singolo arco hanno tutti lo stesso titolo e si differenziano solo per la numerazione posta a coda di esso.
Col passare dei volumi si assiste ad una sempre minore presenza di archi puramente autoconclusivi, dapprima preponderanti, a favore di quelli che hanno invece collegamenti inscindibili con la precedente e influenze dirette sulla successiva.

### Stile grafico
Il disegno del manga di Zettai karen children ha subìto una significativa metamorfosi nel corso degli anni.
Infatti pur se fin dai primi volumi le scelte adottate per le corporature e il character design rimangono pressoché fedeli allo stile che ha contraddistinto le opere precedenti dell'autore, in special modo la sua opera più famosa Ghost Sweeper Mikami, vi è una differenza notevole nell'uso dei retini, nella calibrazione degli effetti per i quali infatti si è passati dalla semplice inchiostratura all'uso appunto dei retini in combinazione con computer grafica, e nella creazione degli sfondi, questi spesso appena tratteggiati se non addirittura omessi.
Col passare dei volumi è invece il character design, dei protagonisti in special modo, a subire un'evoluzione paragonabile a quella riscontrabile in Oh, mia dea! al punto che lo stesso personaggio, pur non essendo invecchiato, è reso irriconoscibile rispetto a come era disegnato nei primi sette volumi.

### Citazioni e cameo
Un'altra componente della serie è rappresentata dai riferimenti in genere, quindi citazioni e cameo, sia grafici che testuali. Essi fanno riferimento, oltre che ad altri anime e manga, anche a luoghi e personaggi storici o del mondo della musica o dello spettacolo. Indipendentemente dalla loro origine queste citazioni sono state più o meno velatamente autocensurate o rimaneggiate dall'autore.
- durante una partita ad un videogame automobilistico viene ripresa una scena della mini-saga D'Arby The Gamer, tratta dalla serie Stardust Crusaders de Le bizzarre avventure di JoJo
- l'arco narrativo その通りになるのです帳 è la parodia, sia in termini di disegni, storia e atteggiamenti dei personaggi, di Death Note
- i numeri apposti sulle divise delle componenti del team The Children richiamano per stile quelli dei piloti delle Unità Eva della serie manga e anime Neon Genesis Evangelion
- una battuta tratta da Slam Dunk viene pronunciata durante una partita di basket
- una battuta tratta da Touch, originariamente da pronunciata da Minami, di cui viene citato anche il nome, viene pronunciata durante una partita di baseball
- la partita di baseball di cui sopra ha come battitore un PG del videogioco Wii sports
- nella stessa partita viene pronunciato un tormentone tratto dal manga Sayonara Zetsubō-sensei
- in una scena un personaggio indossa una maschera di Krauser II, personaggio del manga Detroit Metal City
- viene citato il titolo di una saga della serie di light novel La malinconia di Haruhi Suzumiya, Endless Eight
- viene riprodotta la parte finale del balletto della sigla iniziale della prima serie anime di La malinconia di Haruhi Suzumiya
- una striscia di yonkoma presenta i personaggi della serie disegnati secondo lo stile di Tetsuwan Atom
- durante una scena d'azione, un personaggio sferra un attacco che richiama il Reigun di Yusuke Urameshi, personaggio di Yu degli spettri
- un personaggio in una scena legge Gintama dalla rivista Weekly Shōnen Jump

Inoltre compaiono, in prima persona o sotto forma di immedesimazione da parte di un personaggio della serie, i seguenti personaggi:
- Tadao Yokoshima e Reiko Mikami da Ghost Sweeper Mikami
- Ken Shiro, da Hokuto No Ken
- Hatsune Miku
- Kikyo da Inuyasha
- alcuni personaggi di .hack
- Oscar e Andrè, da Lady Oscar
- Lala Satalin e Peke, da To Love-Ru. Alcuni di questi cameo sono disegnati dallo stesso mangaka di quella serie, Kentarō Yabuki
- Eric Clapton, Paul Mc Cartney e Mick Jagger
- le sorelle Kisugi, protagoniste di Occhi di gatto
- Lamù da Lamù
- San da Princess Mononoke

### Edizione giapponese

#### Artwork
I volumi sono provvisti di sovracoperta.
Questa è composta da:
- Fronte: logo del titolo, immagine di uno o più personaggi sullo sfondo e miniature delle children in primo piano. Questo ad esclusione del volume 1 dove presenti solo le children e 16 dove invece le children non compaiono. Dal volume 40 il posizionamento di queste componenti è diverso rispetto ai volumi precedenti e il logo ha una diversa colorazione dei bordi
- Retro: contorno della miniatura delle children sul fronte, dove presenti.
- Seconda di copertina: omake in formato yonkoma a colori.
- Terza di copertina: illustrazione a colori di un personaggio

#### Contenuti
Ogni volume presenta al suo interno
- illustrazione in bianco e nero di introduzione al volume
- indice dei capitoli. La numerazione dei capitoli non segue quella della rivista ma parte da 1 per tutti i volumi della serie.
- capitoli della serie ciascuno introdotto da una vignatta a piena pagina, un'illustrazione in bianco e nero o una pagina di yonkoma
- capitolo extra, alla cui realizzazione talvolta collaborano personaggi esterni allo staff; ad esempio a quello del volume 18 ha collaborato Aya Hirano[6][7], doppiatrice nella serie anime di Kaoru Akashi

##### Bonus ed edizioni alternative
Per alcuni volumi della serie è stata pubblicata una versione alternativa a tiratura limitata.
- del volume 13 è disponibile un'edizione limitata con allegato un DVD contenente il trailer della prima serie anime
- dal volume 16 vengono allegate, ad un numero limitato di copie di ciascun volume, illustrazioni in bianco e nero autografate dall'autore.
- del volume 21 è disponibile un'edizione limitata con allegato un DVD contenente il trailer dell'OAV, illustrazioni e cartoline e, per solo 21 delle copie messe in commercio, una tavola del manga autografata dall'autore[9]
- del volume 22 e 39 è disponibile un'edizione limitata con allegato un fascicolo extra di più di 100 pagine contenente tutti gli yonkoma pubblicati nella serie regolare più un ulteriore capitolo inedito, anch'esso in formato yonkoma.
- del volume 25 è disponibile un'edizione limitata con allegato un calendario
- del volume 26 è disponibile un'edizione limitata con confezione avente un artwork inedito e con allegato un drama cd
- dei volumi 28 e 29 è disponibile un'edizione limitata con allegato rispettivamente un Nendoroid di Kyosuke Hyobu e Akashi Kaoru
- del volume 30 è disponibile un'edizione limitata con allegato un secondo fascicolo extra contenente i restanti yonkoma pubblicati nella serie regolare.
- del volume 31 è disponibile un'edizione limitata con allegato un mini clearfile in occasione dell'annuncio di un futuro progetto anime e del settimo anno di serializzazione
- dei volumi 32 e 33 sono disponibili edizioni limitate con allegate uno strap per cellulare
- del volume 34 è disponibile un'edizione limitata con allegato un drama-cd
- del volume 35 e 40 è disponibile un'edizione limitata con allegato un mini clearfile in occasione dell'ottavo anno di serializzazione
- del volume 36 è disponibile un'edizione limitata con allegato un set di calamite ritraenti i personaggi principali della serie in super deformed e corrispondente nome in rōmaji
- dei volume 37 è disponibile un'edizione limitata con allegato un segnalibro trasparente
- dei volumi 38 è disponibile un'ediziona limitata con allegato  un set di cartoline

#### Riscontro di pubblico
Per i primi volumi l'accoglienza del pubblico nei confronti della serie è stata tiepida, al punto da farle rischiare la chiusura anticipata. Successivamente, con il crescente successo tra i lettori (giunto anche grazie al cambio dello stile grafico e della struttura narrativa) e l'esposizione conferitale dalla messa in onda dell'anime su TV Tokyo dall'aprile 2008 al marzo 2009, le vendite hanno raggiunto il livello massimo: edizioni limitate comprese, ogni volume pubblicato in contemporanea e fino a 12 mesi dalla fine della trasmissione della serie TV è entrato nella Top 10 della classifica settimanale stilata da Oricon fin dalla prima settimana di uscita. Un caso emblematico è rappresentato dal volume 21: la sua edizione limitata, avente allegato la preview in DVD del primo e finora unico OVA prodotto per la serie, ha finito per vendere ben più dell'OVA stesso. Pur nel periodo di massimo successo comunque la serie non diverrà mai un fenomeno di costume o un titolo particolarmente noto a livello internazionale complice anche l'allora mancata esportazione di tutti i media ad esso collegati al di fuori del continente asiatico e la scarsa copertura dell'anime da parte dei blog specializzati.
Dalla primavera del 2010 le vendite inizieranno a calare per poi assestarsi sulle 90000 copie a volume, pur se la presenza di edizioni limitate fuori classifica non consentono di fare una stima delle vendite effettive; in questo periodo inoltre la serie perderà anche lo slot ad essa dedicata nella home page del Weekly Shōnen Sunday in favore di Rinne e The World God Only Knows..
Negli anni successivi il calo di vendite sarà tale da far registrare, alla pubblicazione del trentesimo volume, un dimezzamento dei lettori rispetto al suo volume più venduto (ovvero il sedicesimo, nonché il primo dell'arco dedicato alla scuola media), pubblicato questo al termine della messa in onda della prima serie TV.
La messa in onda della serie anime spin-off Courtesy of Zettai karen children - THE UNLIMITED Hyōbu Kyōsuke, risalente a gennaio 2013, non ha contribuito ad invertire la tendenza.
L'uscita del volume di apertura dell'arco narrativo del Liceo, annunciato come l'ultimo della serie, vede le vendite stabilizzarsi ad un livello inferiore a quello del periodo precedente alla produzione della prima serie TV.
Seguono i dati di vendita dei volumi nelle prime due settimane di pubblicazione:
| #     | edizione limitata | Data di pubblicazione | Prima settimana (compreso di preordini) | Seconda settimana | Totale | Posizione più alta (classifica Oricon) | note                                                                                             |
| ----- | ----------------- | --------------------- | --------------------------------------- | ----------------- | ------ | -------------------------------------- | ------------------------------------------------------------------------------------------------ |
| １~10 |                   | -                     | -                                       | -                 | -      | -                                      | dati non presenti                                                                                |
| 11~12 |                   | -                     | -                                       | -                 | -      | -                                      | dati non presenti Diffusione spot promoziale del manga Inizio messa in onda della prima serie TV |
| 13    | X                 | 18-06-2008            | -                                       | -                 | 46829  | -                                      | prezzo edizione limitata: ￥680                                                                  |
| 13    |                   | 18-06-2008            | 46829                                   | -                 | 46829  | 20                                     | prezzo edizione limitata: ￥680                                                                  |
| １4   |                   | 18-09-2008            | 67885                                   | -                 | -      | 11                                     |                                                                                                  |
| １5   |                   | 18-12-2008            | 79133                                   | -                 | -      | 10                                     |                                                                                                  |

| #   | edizione limitata | Data di pubblicazione | Prima settimana (compreso di preordini) | Seconda settimana | Totale   | Posizione più alta (classifica Oricon) | note |
| --- | ----------------- | --------------------- | --------------------------------------- | ----------------- | -------- | -------------------------------------- | --- |
| １6 |                   | 18-03-2009            | 119116                                  | -                 | -        | 8                                      | Termine messa in onda della prima serie TV |
| １7 |                   | 17-07-2009            | 71091                                   | 46672             | 117763   | 6                                      | |
| １8 |                   | 18-09-2009            | 81762                                   | 32698             | 114460   | 12                                     | |
| １9 |                   | 18-12-2009            | 61898                                   | < 47738           | < 109636 | 13                                     | |
| 20  |                   | 18-02-2010            | 77951                                   | 31651             | 109602   | 9                                      | |
| 21  | X                 | 16-04-2010            | 28019                                   | < 37788           | > 73218  | 23                                     | prezzo edizione limitata: ￥1050 posizione più alta stimata: 7 |
| 21  |                   | 16-04-2010            | 45199                                   | < 37788           | > 73218  | 15                                     | prezzo edizione limitata: ￥1050 posizione più alta stimata: 7 |
| 22  | X                 | 16-07-2010            | 29380                                   | < 28444           | > 93286  | 27                                     | prezzo edizione limitata: ￥780 posizione più alta stimata: 8 Pubblicazione primo OAV |
| 22  |                   | 16-07-2010            | 34825                                   | 29081             | > 93286  | 19                                     | prezzo edizione limitata: ￥780 posizione più alta stimata: 8 Pubblicazione primo OAV |
| 23  |                   | 18-10-2010            | 1034                                    | 90335             | 91369    | 9                                      | raggiunta quota 5 milioni di copie vendute |
| 24  |                   | 17-12-2010            | 57103                                   | 40722             | 97825    | 13                                     | |
| 25  | X                 | 18-02-2011            | 23759                                   | < 30713           | < 91633  | 28                                     | prezzo edizione limitata: ￥700 posizione più alta stimata: 13 |
| 25  |                   | 18-02-2011            | 37161                                   | < 30713           | < 91633  | 18                                     | prezzo edizione limitata: ￥700 posizione più alta stimata: 13 |
| 26  | X                 | 17-06-2011            | < 33737                                 | < 33990           | > 46674  | -                                      | prezzo edizione limitata: ￥1,980 |
| 26  |                   | 17-06-2011            | 46674                                   | < 33990           | > 46674  | 19                                     | prezzo edizione limitata: ￥1,980 |
| 27  |                   | 16-09-2011            | 53403                                   | < 42966           | > 53403  | 11                                     | |
| 28  | X                 | 16-12-2011            | < 14,137                                | -                 | > 70317  | 43                                     | prezzo edizione limitata: ￥980 |
| 28  |                   | 16-12-2011            | 41938                                   | 28379             | > 70317  | 19                                     | prezzo edizione limitata: ￥980 |
| 29  | X                 | 18-01-2012            | < 16,269                                | < 16,921          | > 67930  | -                                      | prezzo edizione limitata: ￥980 |
| 29  |                   | 18-01-2012            | 50319                                   | 17611             | > 67930  | 8                                      | prezzo edizione limitata: ￥980 |
| 30  | X                 | 18-05-2012            | 26424                                   | < 19896           | < 74244  | 29                                     | prezzo edizione limitata: ￥780 posizione più alta stimata: 10 |
| 30  |                   | 18-05-2012            | 27924                                   | < 19896           | < 74244  | 27                                     | prezzo edizione limitata: ￥780 posizione più alta stimata: 10 |
| 31  | X                 | 18-08-2012            | 17372                                   | < 21548           | > 71838  | 37                                     | prezzo edizione limitata: ￥540 posizione più alta stimata: 14 |
| 31  |                   | 18-08-2012            | 29180                                   | 25286             | > 71838  | 21                                     | prezzo edizione limitata: ￥540 posizione più alta stimata: 14 |
| 32  | X                 | 18-12-2012            | < 24262                                 | < 25739           | > 53407  | -                                      | prezzo edizione limitata: ￥1000 |
| 32  |                   | 18-12-2012            | 53407                                   | < 25739           | > 53407  | 20                                     | prezzo edizione limitata: ￥1000 |
| 33  | X                 | 18-01-2013            | < 15993                                 | < 17991           | > 62714  | -                                      | prezzo edizione limitata: ￥1000 Inizio messa in onda della serie anime spin-off Courtesy of Zettai karen children - THE UNLIMITED Hyōbu Kyōsuke                                                    |
| 33  |                   | 18-01-2013            | 36798                                   | 25916             | > 62714  | 19                                     | prezzo edizione limitata: ￥1000 Inizio messa in onda della serie anime spin-off Courtesy of Zettai karen children - THE UNLIMITED Hyōbu Kyōsuke                                                    |
| 34  | X                 | 18-04-2013            | < 23728                                 | < 24319           | > 43791  | -                                      | prezzo edizione limitata: ￥1980 Terminata la messa in onda della serie anime spin-off Courtesy of Zettai karen children - THE UNLIMITED Hyōbu Kyōsuke 10 volumi di L'attacco dei giganti in Top 50 |
| 34  |                   | 18-04-2013            | 43791                                   | < 24319           | > 43791  | 15                                     | prezzo edizione limitata: ￥1980 Terminata la messa in onda della serie anime spin-off Courtesy of Zettai karen children - THE UNLIMITED Hyōbu Kyōsuke 10 volumi di L'attacco dei giganti in Top 50 |
| 35  | X                 | 16-08-2013            | < 24371                                 | < 31819           | > 26757  | -                                      | prezzo edizione limitata: ￥540 12 volumi di L'attacco dei giganti in Top 50 Periodo di riferimento 1ª settimana: 12-18 agosto 2013                                                                 |
| 35  |                   | 16-08-2013            | 26757                                   | < 31819           | > 26757  | 47                                     | prezzo edizione limitata: ￥540 12 volumi di L'attacco dei giganti in Top 50 Periodo di riferimento 1ª settimana: 12-18 agosto 2013                                                                 |
| 36  | X                 | 18-10-2013            | < 18610                                 | < 19652           | > 51217  | -                                      | prezzo edizione limitata: ￥680 3 volumi di L'attacco dei giganti in Top 50 |
| 36  |                   | 18-10-2013            | 29134                                   | 22083             | > 51217  | 28                                     | prezzo edizione limitata: ￥680 3 volumi di L'attacco dei giganti in Top 50 |
| 37  | X                 | 17-1-2014             | <18006                                  | < 20,817          | > 25493  | -                                      | prezzo edizione limitata: ￥600 |
| 37  |                   | 17-1-2014             | 25493                                   | < 20,817          | > 25493  | 39                                     | prezzo edizione limitata: ￥600 |
| 38  | X                 | 18-4-2014             | < 17840                                 | < 20991           | > 25456  | -                                      | prezzo edizione limitata: ￥690 |
| 38  |                   | 18-4-2014             | 25456                                   | < 20991           | > 25456  | 37                                     | prezzo edizione limitata: ￥690 |
| 39  | X                 | 18-7-2014             | 20224                                   |                   |          | 45                                     | prezzo edizione limitata: ￥850 10 volumi di Tokyo Ghoul in Top 50 |
| 39  |                   | 18-7-2014             | < 18904                                 | -                 |          |                                        | prezzo edizione limitata: ￥850 10 volumi di Tokyo Ghoul in Top 50 |

| #  | edizione limitata | Data di pubblicazione | Prima settimana (compreso di preordini) | Seconda settimana | Totale | Posizione più alta (classifica Oricon) | note                            |
| -- | ----------------- | --------------------- | --------------------------------------- | ----------------- | ------ | -------------------------------------- | ------------------------------- |
| 40 | X                 | 16-12-2014            | < 21046                                 | < 36262           | >27487 | -                                      | prezzo edizione limitata: ￥555 |
| 40 |                   | 16-12-2014            | 27487                                   | < 36262           | >27487 | 35                                     | prezzo edizione limitata: ￥555 |

## Anime

### Serie TV

#### Zettai karen children
La prima serie animata lunga, composta da 51 episodi e prodotta da SynergySP, è stata trasmessa su TV Tokyo dal 6 aprile 2008 al 29 marzo 2009 e in webcast a partire dal 26 marzo 2010.
Oltre che in varie nazioni asiatiche, la serie è stata licenziata da Sentai Filmworks per il nord America con il titolo Psychic Squad.

#### Censure
La versione per le TV presenta delle censure all'animazione, effettuate queste tramite l'uso di immagini sovrapposte ed oscuramenti. Nella maggior parte dei casi si tratta di scene in cui è presente del fanservice. La versione venduta in DVD non presenta censure.

#### Differenze rispetto al manga
I fatti narrati nella prima serie anime sono basati sui primi 15 volumi del manga, oltre che del primo capitolo del volume 16 ad esclusione però del capitolo pilota della serie, incluso nel volume 1.
La serie TV si discosta dalla controparte cartacea in questi aspetti:
- sono presenti eventi o interi episodi filler
- sono state rimosse o ridimensionate le scene più ricche di fanservice in cui sono coinvolti dei bambini e quelle contenenti comportamenti riconducibili al lolicon
- alla disattivazione dei limitatori degli ESPer di B.A.B.E.L. è stato conferito un carattere più enfatico, citazionistico e parodistico al punto che gli ESPer di turno eseguono dei siparietti in stile super sentai ogni volta differenti, mentre queste scene nel manga non sono presenti
- alcuni personaggi del gruppo P.A.N.D.R.A. fanno la loro prima apparizione in tempi diversi rispetto al manga
- l'ordine di apparizione delle saghe nel manga è stato rivisto: in particolare i fatti relativi a quello denominato "Futuro Ballerino (未来は踊る)", punto cardine dell'intera serie che nel manga è situato nel primo volume, nell'anime vengono trattati a partire dall'episodio 26.[27]
- alcune saghe del manga sono state rivisitate al punto da modificare in modo decisivo il profilo di alcuni personaggi: si tratta di "Resti (面影)" (capitoli da 89 a 94, volume 11) negli episodi 43-44[28] e "Over The Future" (capitoli 131-137, volume 15) negli episodi 50-51[29]

#### Colonna sonora
Gran parte della colonna sonora dell'anime, comprese le sigle iniziali e finali Over the Future e My Wings, sono ad opera delle Karen's Girl (可憐Girl's?), gruppo idol formato per l'occasione dall'agenzia di talenti Amuse. Il gruppo, composto da Suzuka Nakamoto, Ayami Mutō e Yuika Shima, rimase attivo per tutta la durata dell'anime, pubblicando altresì un album dal titolo Fly to the Future, sotto l'etichetta Geneon. Con la fine della serie, anche il gruppo fu sciolto: Nakamoto e Mutō entrarono così a far parte delle Sakura Gakuin, mentre Shima si unì alle Maboroshi Love.

#### Riscontro di pubblico
Seguono i dati di vendita dei DVD della serie.
| #  | Data di pubblicazione | Totale |
| -- | --------------------- | ------ |
| 1  | 22-08-2008            | 2588   |
| 2  | 26-09-2008            | 2425   |
| 3  | 24-10-2008            | 2215   |
| 4  | 21-11-2008            | 1876   |
| 5  | 26-12-2008            | 2950   |
| 6  | 23-01-2009            | 2183   |
| 7  | 25-02-2009            | 2476   |
| 8  | 25-03-2009            | 2333   |
| 9  | 24-04-2009            | 2056   |
| 10 | 22-05-2009            | 1729   |
| 11 | 24-06-2009            | 2148   |
| 12 | 24-07-2009            | 1904   |
| 13 | 21-08-2009            | 1693   |
| 14 | 18-09-2009            | 1644   |

#### Courtesy of Zettai karen children: The Unlimited - Hyōbu Kyōsuke
Tramite la fascetta allegata al 30° volume della serie, pubblicato a maggio 2012, viene annunciato l'inizio del lavori per un progetto legato alla serie, i cui dettagli verranno svelati nelle successive uscite della rivista Weekly Shōnen Sunday e in occasione della pubblicazione dei volumi successivi del manga.. Un mese prima della pubblicazione dello stesso, nel numero 32/2012 di Weekly Shōnen Sunday viene annunciata la produzione di un anime, senza però fornire ulteriori dettagli sul piano dell'opera. Questo nuovo anime fa parte di un totale di 7 progetti legati alla serie in occasione del settimo anno di serializzazione.
Nel numero 47/2012 della rivista Weekly Shōnen Sunday viene dunque annunciato che il nuovo progetto anime è uno spin-off incentrato sulla figura di Hyōbu Kyōsuke ed è stato trasmesso dall'emittente TV Tokyo a partire dal 7 gennaio 2013..
Pur trattando una storyline inedita rispetto al manga, questa serie non influisce sulla continuity della trama principale e mantiene inalterate le caratteristiche di personaggi ed ambientazioni preesistenti. Alcuni episodi inoltre riproducono parte del manga stesso, pur se in chiave più seria.

#### Riscontro di pubblico
Nessuna delle 6 uscite pubblicate in formato Blu-Ray ha mai raggiunto vendite tali da poter essere citate in alcuna classifica.
Quelli che seguono sono i dati di vendita dell'edizione limitata dei DVD della serie.
| # | Data di pubblicazione | Totale |
| - | --------------------- | ------ |
| 1 | 20-03-2013            | 1942   |
| 2 | 24-04-2013            | 1061   |
| 3 | 13-05-2013            | 939    |
| 4 | 13-06-2013            | 879    |
| 5 | 13-07-2013            | 861    |
| 6 | 25-09-2013            | 905    |

#### Versione home video
Gli episodi pubblicati su supporti blu-ray e DVD presentano numerose differenze rispetto a quelli trasmessi in televisione. Nella totalità dei casi si tratta di scene ridisegnate e prospettive corrette.

### OAV

#### Zettai karen children OVA - Aitazousei! Ubawareta mirai?
Per il 16 luglio 2010 è stata pianificata la pubblicazione di un OAV basato sulla parte di storia denominata "scuola media inferiore", la cui trama è stata però totalmente inedita rispetto al manga. Ulteriori dettagli sull'OAV sono stati resi noti nell'uscita nº17/2010 di Weekly Shōnen Sunday pubblicato il 24 marzo 2010..
L'episodio è stato distribuito in quattro diverse edizioni:
- DVD (disponibile anche per il noleggio)
- Blu-Ray
- DVD + bonus CD (edizione limitata)
- Blu-Ray + bonus CD (edizione limitata)

Un DVD contenente trailer e materiale bonus riguardanti l'OAV, oltre che illustrazioni, poster e cartoline ad opera di Takashi Shiina, verranno allegati all'edizione limitata del volume 21 del manga, la cui pubblicazione è prevista per il 16 aprile 2010
Nel corso dell'episodio viene detto esplicitamente che verrà presa in considerazione la produzione della seconda serie TV in caso che le vendite dell'OVA raggiungano quota 20000.

#### Riscontro di pubblico
Nella prima settimana di pubblicazione, l'edizione limitata in DVD ha venduto 2360 copie (classifica Oricon), mentre quella limitata in Blu-Ray si è piazzata all'ottavo posto della classifica Phile-web degli anime più venduti della settimana.

I download illegali tramite canali BitTorrent ammontavano, nella prima settimana, a più di 17000.
Nell'arco di due settimane, tra DVD e Blu-Ray, le copie vendute ammontarono a 5546 copie.
A più di un anno dalla pubblicazione, copie dell'edizione limitata di entrambi i formati risultano ancora disponibili.
Quanto ai pareri suscitati da chi ne preso visione, l'OAV ha raccolto opinioni positive per quel che concerne l'aspetto tecnico, mentre dal punto di vista della trama ha raccolto pareri contrastanti ed è stato ritenuto di difficile comprensione per chi non è andato oltre alla serie TV e non ha preso visione del manga.

## Altri media

### Videogiochi
Un video game per the Nintendo DS prodotto da Konami ed intitolato Zettai karen children DS: Dai-4 no Children (絶対可憐チルドレンDS 第4のチルドレン?) è stato messo in vendita a partire dal 4 settembre 2008.
Kaoru Akashi appare come personaggio selezionabile nel picchiaduro prodotto da Konami e pubblicato il 26 marzo 2009 intitolato Sunday VS Magazine: Shūketsu! Chōjō Daikessen (サンデー VS マガジン 集結！ 頂上大決戦?), destinato alla piattaforma PlayStation Portable. Aoi, Shiho, Minamoto, Fujiko e Hyōbu appaiono invece nei filmati di supporto alle fasi di gioco.

### CD
Sono stati prodotti svariati cd legati alla serie, tra cui drama cd, character cd, dj cd ed infine singoli e compilation, questi ultimi contenenti brani utilizzati nella prima serie anime. Le illustrazione delle copertine di ciascun CD sono realizzate appositamente per l'occasione talvolta secondo lo stile dell'anime oppure dall'autore del manga..

### Altri libri
- Zettai karen children the Novels "la caduta di B.A.B.E.L." (絶対可憐チルドレン・THE NOVELS B.A.B.E.L.崩壊?, Zettai Karen Children the Novels "B.A.B.E.L. Hōkai"): ISBN 978-4-09-451069-0

Light novel illustrata dal disegnatore del manga originale Takashi Shiina e scritta da Gakuto Mikumo, noto per Asura Cryin' e Dantalian no Shoka.
- Zettai karen children "Release!" GuideBook + Shiina Takashi's Other Works (［絶対可憐チルドレン《解禁》ガイドブック］+［椎名高志ワークス］?, zettai karen chirudoren “kaikin” gaidobukku + takashi shiina Wākusu): ISBN 978-4-09-121330-3

Guidebook contenente schede dei personaggi, illustrazioni a colori, bozza di un capitolo pilota mai apparso in volume, intervista all'autore con bibliografia e un capitolo celebrativo di Ghost Sweeper Mikami pubblicato in occasione della messa in vendita del box DVD della serie anime

## Merchandise

### Gioco di carte
Konami ha prodotto un gioco di carte ispirato alla serie. Ciascuna carta presenta l'immagine di un personaggio tratta dell'anime o dal manga; in quest'ultimo caso le immagini sono state colorate per l'occasione e talvolta modificate allo scopo di nascondere l'eventuale biancheria intima mostrata dal personaggio in questione. Sono presenti anche illustrazioni inedite ad opera dell'autore del manga.